# Oslipat
Oslipat är en svensk ståuppkomikklubb som grundades av ståuppkomikerna Marcus Johansson och Fredrik "Fritte" Fritzson i Malmö.
Namnet refererar till att det är en klubb för både orutinerade ståuppkomiker och för etablerade namn som vill prova nytt material. Klubben bildades våren 2006 och har föreställningar varannan onsdag under vår- och höstsäsongen. Fram till 2008 huserade klubben på Jeriko i Malmö, sen hösten 2008 finns man på Tangopalatset i Malmö. 
År 2007 tilldelades Oslipat juryns hederspris vid Svenska Standupgalan. Samma år genomfördes en miniturné till bland annat Arvikafestivalen och Hultsfredsfestivalen.
Hösten 2011 startade klubben verksamhet i Stockholm, på Kolingsborg i Slussen och under våren 2012 på restaurang Katalin i Uppsala. Idag huserar klubbens Stockholms-verksamhet på Bonden bar vid Medborgarplatsen.
Från och med 2014 är det de båda grundarna som arrangerar Svenska Stand up-galan efter Stockholm Comedy Klubb och Özz Nûjen.